# Andrea Caffi
Andrea Caffi, född 1 maj 1887 i Sankt Petersburg, död 22 juli 1955 i Paris, var en italiensk filosof, politiker och journalist. Han deltog på mensjevikernas sida i ryska revolutionen 1905. Tillsammans med Antonio Banfi försökte Caffi bilda ett nätverk av unga intellektuella i Europa – Jeune Europe. I sina skrifter förespråkar Caffi bland annat pacifism.